# Мусиевский сельский совет (Хорольский район)
Мусиевский сельский совет (укр. Мусіївська сільська рада) — входит в состав
Хорольского района
Полтавской области
Украины.
Административный центр сельского совета находится в 
с. Мусиевка.

## Населённые пункты совета
- с. Мусиевка
- с. Бурлаки
- с. Дации
- с. Лазки
- с. Мартыновка
- с. Мищенки
- с. Старая Мусиевка
- с. Хоменки
- с. Шкили